# 下頜神經
下頜神經（mandibular nerve），為三叉神經最大且最下方的分支。由於三叉神經為第五對腦神經（CN V），故下頜神經常被標註為V3。

## 解剖
下頜神經的感覺支來自於三叉神經節外側，由於十分粗大，在解剖上相當明顯。離開神經節後，該分支會經由卵圓孔離開顱腔。而較細小的運動支會從神經節下方進入卵圓孔，在離開顱腔後，與感覺支合併為下頜神經。
下頜神經會經過內側的腭帆張肌和外側的外翼肌之間，並分出腦膜支和內翼神經。此後神經分為前後兩支，前支較細，後支較粗。

前支會支配四條主要的咀嚼肌，以及頰神經掌控的臉頰感覺。後支則主要為感覺神經，主要分支有三條，分別是耳顳神經、舌神經，和下齒槽神經，而支配的肌肉則有頦舌肌和二腹肌前腹

### 分支
下頜神經擁有下列分支：
- From the main trunk of the nerve (before the division)
  - muscular branches, which are efferent nerves for the medial pterygoid, tensor tympani, and tensor veli palatini muscles (motor)[1]
  - 腦膜支（英语：Meningeal branch of the mandibular nerve）（感覺神經）
- 來自前支
  - 嚼肌神經（英语：Masseteric nerve）（運動神經）
  - 深顳神經（英语：Deep temporal nerve）（運動神經），分為前後。
  - 頰神經（英语：Buccal nerve） （感覺神經）
  - 外翼肌神經（英语：Lateral pterygoid nerve）（運動神經）

- 來自後支
  - 耳顳神經（英语：auriculotemporal nerve）（感覺神經）
  - 舌神經（英语：lingual nerve） （感覺神經）
  - 下齒槽神經（英语：inferior alveolar nerve）（混合神經），會分出屬運動支的頦舌肌支，支配頦舌肌（英语：mylohyoid muscle）和二腹肌前腹（英语：anterior belly of digastric）

## 支配
以下列出下頜神經支配的對象：

### 前支

#### 運動
下頜神經支配咀嚼肌的運動。
- 嚼肌神經（英语：Masseteric nerve）
  - 嚼肌
- 內翼肌神經（英语：Medial pterygoid nerve）
  - 內翼肌（英语：Medial Pterygoid）
  - 鼓室張肌（英语：Tensor Tympani）
  - 腭帆張肌神經（英语：Nerve to tensor veli palatini）
    - 腭帆張肌（英语：Tensor Veli Palatini）
- 外翼肌神經（英语：Lateral pterygoid nerve）
  - 外翼肌（英语：Lateral pterygoid）
- 深顳神經（英语：Deep temporal nerve）
  - 顳肌（英语：Temporalis）

#### 感覺
- 頰神經（英语：Buccal nerve）
  - Inside of the Cheek (buccal mucosa)

### 後支

#### 舌支
下頜神經舌分支支配了舌頭非味覺的感覺
- 舌頭前2/3感覺（黏膜）

#### 下齒槽支
運動
- 下頷舌骨肌（英语：Mylohyoid nerve）

- 二腹肌（英语：Digastric）前腹

感覺
- 下頜牙齒和黏膜骨膜（英语：Mucoperiosteum）
- 臉頰和下唇

#### 耳顳支
- 頭皮（耳殼（英语：pinna (anatomy)））

## 其他圖像

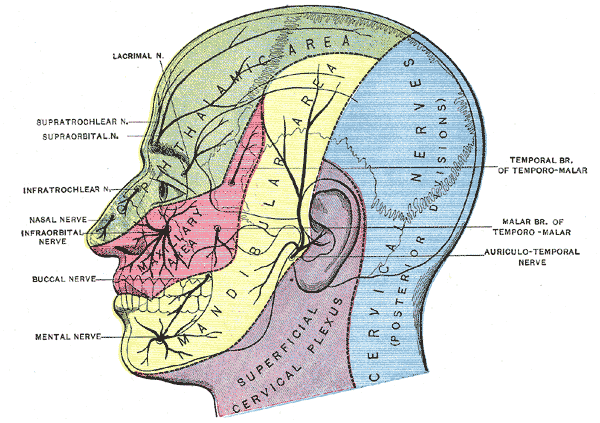
Dermatome distribution of the trigeminal nerve
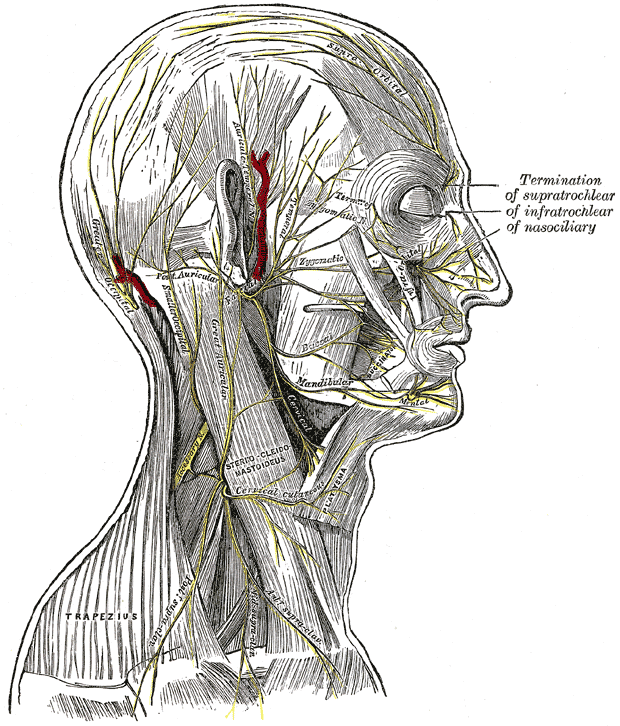
The nerves of the scalp, face, and side of neck.
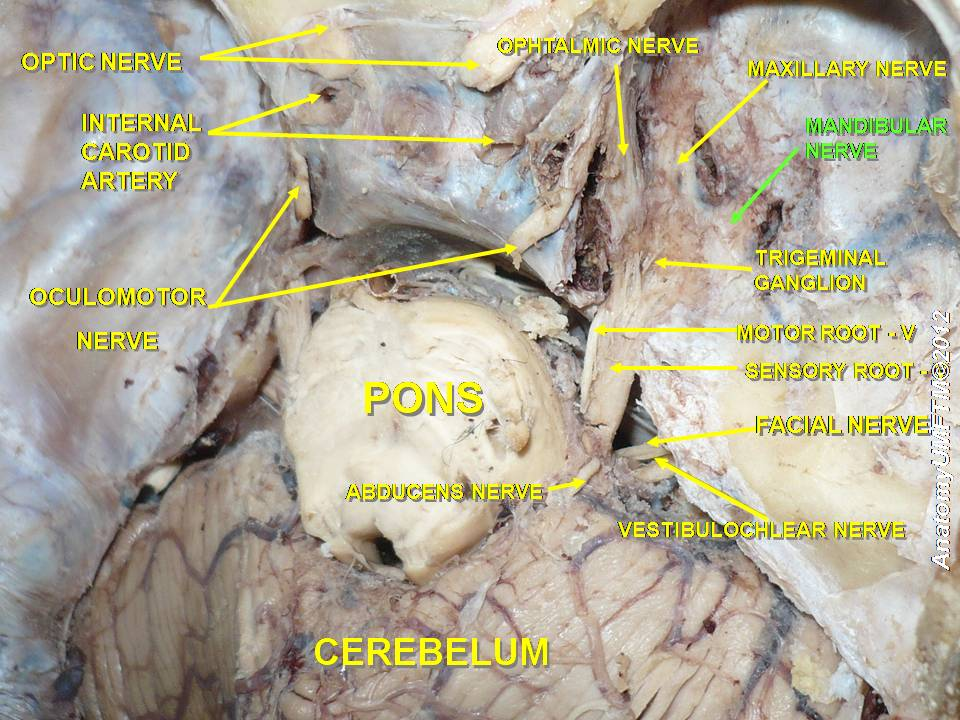
Mandibular nerve
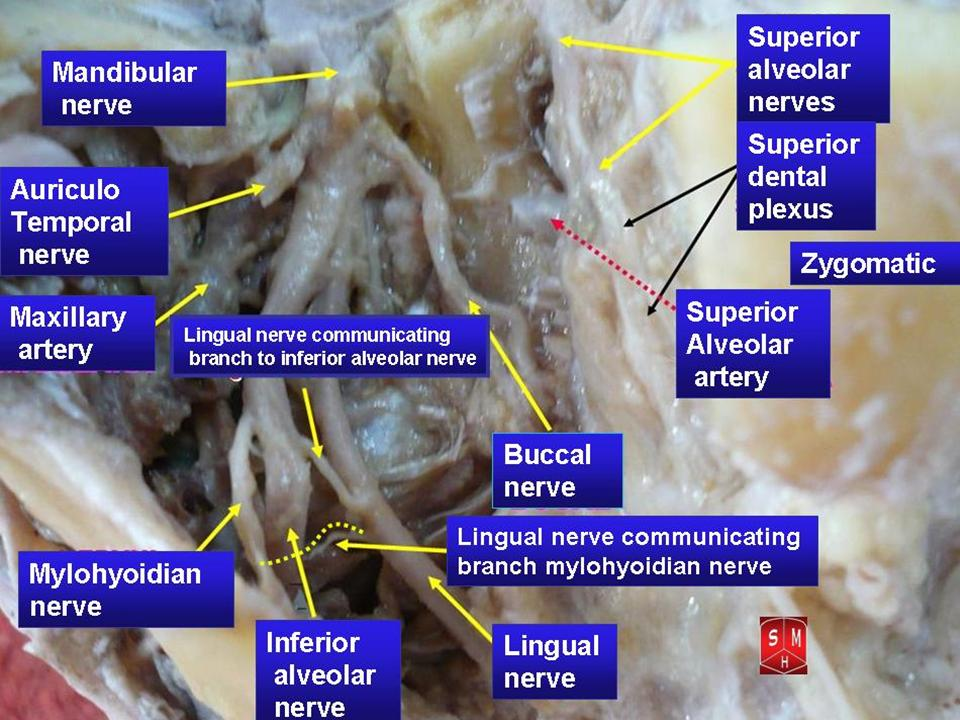
Mandibular nerve

## 外部連結
- MedEd at Loyola GrossAnatomy/h_n/cn/cn1/cnb3.htm
- Anatomy figure: 27:03-02 at Human Anatomy Online, SUNY Downstate Medical Center
- （英文）cranialnerves 在韦斯利诺曼的解剖课上（乔治城大学） (V)